# Kibara fugax
Kibara fugax är en tvåhjärtbladig växtart som beskrevs av W.R. Philipson. Kibara fugax ingår i släktet Kibara och familjen Monimiaceae. Inga underarter finns listade i Catalogue of Life.